# Txernuixka (Kírov)
|  | Per a altres significats, vegeu «Txernuixka». |

Txernuixka (en rus: Чернушка) és un poble de l'óblast de Kírov, a Rússia, segons el cens del 2010 tenia 29. Pertany al districte d'Arbaj.